# Mistrzostwa Świata w Lekkoatletyce 1987 – bieg na 400 m mężczyzn

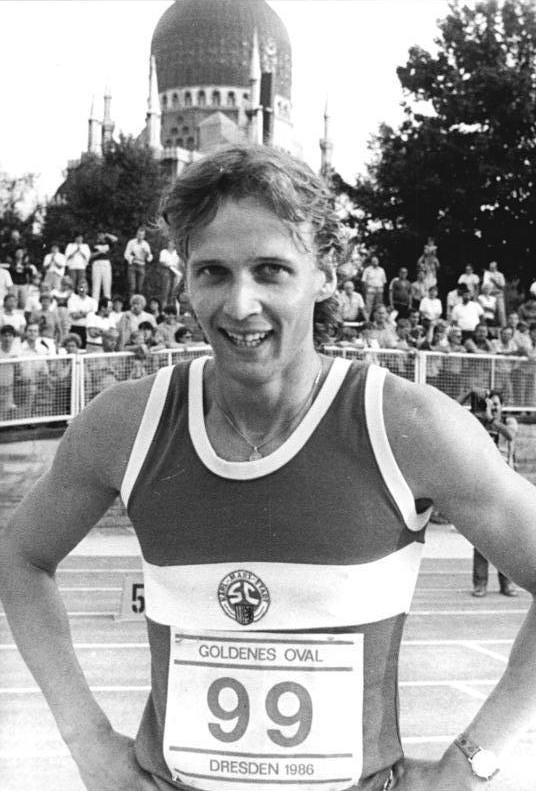
Mistrz świata Thomas Schönlebe

Bieg na 400 metrów mężczyzn – jedna z konkurencji biegowych rozgrywanych podczas lekkoatletycznych mistrzostw świata w 1987 na Stadionie Olimpijskim w Rzymie.
Zwycięzcą został Thomas Schönlebe z Niemieckiej Republiki Demokratycznej, który w finale ustanowił rekord Europy z czasem 44,33 s. Tytułu zdobytego na poprzednich mistrzostwach nie obronił Bert Cameron z Jamajki, który tym razem odpadł w półfinale.

## Terminarz
| Data        |              |
| ----------- | ------------ |
| 30 sierpnia | Eliminacje   |
| 31 sierpnia | Ćwierćfinały |
| 1 września  | Półfinały    |
| 3 września  | Finał        |

## Rekordy
|                          | Zawodnik     | Wynik | Miejsce  | Data                      |
| ------------------------ | ------------ | ----- | -------- | ------------------------- |
| Rekord świata            | Lee Evans    | 43,86 | Meksyk   | 18 października 1968(dts) |
| Rekord mistrzostw świata | Bert Cameron | 45,05 | Helsinki | 10 sierpnia 1983(dts)     |

## Wyniki

### Eliminacje
Rozegrano 6 biegów eliminacyjnych. Z każdego biegu czterech najlepszych zawodników automatycznie awansowało do ćwierćfinałów (Q). Skład ćwierćfinalistów uzupełniło ośmiu najszybszych sprinterów spoza pierwszej czwórki ze wszystkich biegów eliminacyjnych (q).

#### Bieg 1
| Poz. | Imię i nazwisko        | Narodowość        | Wynik | Uwagi |
| ---- | ---------------------- | ----------------- | ----- | ----- |
| 1    | Butch Reynolds         | Stany Zjednoczone | 45,51 | Q     |
| 2    | Susumu Takano          | Japonia           | 45,68 | Q     |
| 3    | Mathias Schersing      | NRD               | 45,86 | Q     |
| 4    | Anton Skerritt         | Kanada            | 46,15 | Q     |
| 5    | Mohamed Amer Al-Malky  | Oman              | 46,23 | q     |
| 6    | Bruce Phillip          | Dominika          | 46,56 |       |
| 7    | Félix Stevens          | Kuba              | 46,89 |       |
| –    | Mohamed Hossain Milzer | Bangladesz        | DNS   |       |

#### Bieg 2
| Poz. | Imię i nazwisko   | Narodowość                   | Wynik | Uwagi |
| ---- | ----------------- | ---------------------------- | ----- | ----- |
| 1    | David Kitur       | Kenia                        | 45,39 | Q     |
| 2    | Innocent Egbunike | Nigeria                      | 45,84 | Q     |
| 3    | Elvis Forde       | Barbados                     | 45,99 | Q     |
| 4    | Héctor Daley      | Panama                       | 46,26 | Q     |
| 5    | Todd Bennett      | Wielka Brytania              | 46,58 |       |
| 6    | Lyndon George     | Saint Lucia                  | 47,25 |       |
| 7    | Ian Morris        | Trynidad i Tobago            | 48,06 |       |
| 8    | Bienvenu Yagbongo | Republika Środkowoafrykańska | 50,14 |       |

#### Bieg 3
| Poz. | Imię i nazwisko     | Narodowość               | Wynik | Uwagi |
| ---- | ------------------- | ------------------------ | ----- | ----- |
| 1    | Gabriel Tiacoh      | Wybrzeże Kości Słoniowej | 45,65 | Q     |
| 2    | Darren Clark        | Australia                | 45,70 | Q     |
| 3    | Aleksandr Kuroczkin | ZSRR                     | 45,74 | Q     |
| 4    | Marcel Arnold       | Szwajcaria               | 45,76 | Q     |
| 5    | Devon Morris        | Jamajka                  | 45,83 | q     |
| 6    | Ismail Mačev        | Jugosławia               | 46,30 | q     |
| 7    | Gérson de Souza     | Brazylia                 | 46,39 | q     |
| –    | Yaya Seyba          | Mali                     | DNS   |       |

#### Bieg 4
| Poz. | Imię i nazwisko  | Narodowość        | Wynik | Uwagi |
| ---- | ---------------- | ----------------- | ----- | ----- |
| 1    | Moses Ugbisie    | Nigeria           | 45,55 | Q     |
| 2    | Thomas Schönlebe | NRD               | 45,85 | Q     |
| 3    | Antonio McKay    | Stany Zjednoczone | 46,30 | Q     |
| 4    | Roberto Ribaud   | Włochy            | 46,37 | Q     |
| 5    | Yann Quentrec    | Francja           | 46,78 |       |
| 6    | Mark Senior      | Jamajka           | 47,30 |       |
| 7    | Adram M’Kumi     | Tanzania          | 47,39 |       |
| 8    | Dawda Jallow     | Gambia            | 48,40 |       |

#### Bieg 5
| Poz. | Imię i nazwisko   | Narodowość        | Wynik | Uwagi |
| ---- | ----------------- | ----------------- | ----- | ----- |
| 1    | Derek Redmond     | Wielka Brytania   | 45,33 | Q     |
| 2    | Jens Carlowitz    | NRD               | 45,52 | Q     |
| 3    | Roddie Haley      | Stany Zjednoczone | 45,73 | Q     |
| 4    | Tito Sawe         | Kenia             | 45,93 | Q     |
| 5    | Luboš Balošák     | Czechosłowacja    | 46,49 | q     |
| 6    | Antonio Sánchez   | Hiszpania         | 46,54 | q     |
| 7    | Tamás Molnár      | Węgry             | 46,80 |       |
| 8    | Elieser Wattebosi | Indonezja         | 47,32 |       |

#### Bieg 6
| Poz. | Imię i nazwisko   | Narodowość                | Wynik | Uwagi |
| ---- | ----------------- | ------------------------- | ----- | ----- |
| 1    | Roberto Hernández | Kuba                      | 45,68 | Q     |
| 2    | John Anzrah       | Kenia                     | 45,91 | Q     |
| 3    | Bert Cameron      | Jamajka                   | 45,94 | Q     |
| 4    | Phil Brown        | Wielka Brytania           | 46,08 | Q     |
| 5    | Alemayehu Gudeta  | Etiopia                   | 46,25 | q     |
| 6    | Władimir Prosin   | ZSRR                      | 46,26 | q     |
| 7    | Jesús Malavé      | Wenezuela                 | 47,10 |       |
| 8    | Lenford O’Garro   | Saint Vincent i Grenadyny | 49,19 |       |

### Ćwierćfinały
Rozegrano 4 biegi ćwierćfinałowe. Z każdego biegu trzech najlepszych zawodników awansowało do następnej rundy (Q). Skład półfinalistów miało uzupełnić czterech najszybszych sprinterów spoza pierwszej trójki ze wszystkich biegów ćwierćfinałowych, jednak ponieważ czwarty i piąty zawodnik uzyskali dokładnie taki sam czas, do półfinałów dopuszczono w sumie 17 biegaczy (q).

#### Bieg 1
| Poz. | Imię i nazwisko   | Narodowość      | Wynik  | Uwagi |
| ---- | ----------------- | --------------- | ------ | ----- |
| 1    | Derek Redmond     | Wielka Brytania | 45,03, | Q     |
| 2    | Roberto Hernández | Kuba            | 45,33  | Q     |
| 3    | Mathias Schersing | NRD             | 45,50  | Q     |
| 4    | Darren Clark      | Australia       | 45,58  | q     |
| 5    | Héctor Daley      | Panama          | 46,05  |       |
| 6    | Antonio Sánchez   | Hiszpania       | 46,45  |       |
| 7    | John Anzrah       | Kenia           | 46,39  |       |
| –    | Alemayehu Gudeta  | Etiopia         | DNS    |       |

#### Bieg 2
| Poz. | Imię i nazwisko       | Narodowość        | Wynik  | Uwagi |
| ---- | --------------------- | ----------------- | ------ | ----- |
| 1    | Thomas Schönlebe      | NRD               | 44,81, | Q     |
| 2    | David Kitur           | Kenia             | 44,94  | Q     |
| 3    | Roddie Haley          | Stany Zjednoczone | 45,14  | Q     |
| 4    | Bert Cameron          | Jamajka           | 45,14  | q     |
| 5    | Susumu Takano         | Japonia           | 45,81  |       |
| 6    | Mohamed Amer Al-Malky | Oman              | 45,94  |       |
| 7    | Władimir Prosin       | ZSRR              | 45,94  |       |
| 8    | Luboš Balošák         | Czechosłowacja    | 46,76  |       |

#### Bieg 3
| Poz. | Imię i nazwisko     | Narodowość        | Wynik | Uwagi |
| ---- | ------------------- | ----------------- | ----- | ----- |
| 1    | Innocent Egbunike   | Nigeria           | 45,46 | Q     |
| 2    | Devon Morris        | Jamajka           | 45,49 | Q     |
| 3    | Butch Reynolds      | Stany Zjednoczone | 45,49 | Q     |
| 4    | Anton Skerritt      | Kanada            | 45,65 | q     |
| 5    | Aleksandr Kuroczkin | ZSRR              | 45,76 | q     |
| 6    | Tito Sawe           | Kenia             | 45,93 |       |
| 7    | Gérson de Souza     | Brazylia          | 46,46 |       |
| 8    | Ismail Mačev        | Jugosławia        | 46,54 |       |

#### Bieg 4
| Poz. | Imię i nazwisko | Narodowość               | Wynik | Uwagi |
| ---- | --------------- | ------------------------ | ----- | ----- |
| 1    | Jens Carlowitz  | NRD                      | 45,27 | Q     |
| 2    | Moses Ugbisie   | Nigeria                  | 45,30 | Q     |
| 3    | Gabriel Tiacoh  | Wybrzeże Kości Słoniowej | 45,33 | Q     |
| 4    | Marcel Arnold   | Szwajcaria               | 45,76 | q     |
| 5    | Antonio McKay   | Stany Zjednoczone        | 45,86 | q     |
| 6    | Elvis Forde     | Barbados                 | 45,92 |       |
| 7    | Phil Brown      | Wielka Brytania          | 46,49 |       |
| 8    | Roberto Ribaud  | Włochy                   | 46,68 |       |

### Półfinały
Rozegrano 2 biegi półfinałowe. Z każdego biegu 4 najlepszych zawodników awansowało do finału (Q).

#### Bieg 1
| Poz. | Imię i nazwisko     | Narodowość        | Wynik  | Uwagi |
| ---- | ------------------- | ----------------- | ------ | ----- |
| 1    | Innocent Egbunike   | Nigeria           | 44,26, | Q     |
| 2    | Thomas Schönlebe    | NRD               | 44,60  | Q     |
| 3    | Roberto Hernández   | Kuba              | 44,83  | Q     |
| 4    | Roddie Haley        | Stany Zjednoczone | 45,21  | Q     |
| 5    | Marcel Arnold       | Szwajcaria        | 45,26  | [ 3 ] |
| 6    | Anton Skerritt      | Kanada            | 45,62  | [ 4 ] |
| 7    | Mathias Schersing   | NRD               | 45,67  |       |
| 8    | Aleksandr Kuroczkin | ZSRR              | 45,73  |       |
| 9    | Devon Morris        | Jamajka           | 45,76  |       |

#### Bieg 2
| Poz. | Imię i nazwisko | Narodowość               | Wynik | Uwagi |
| ---- | --------------- | ------------------------ | ----- | ----- |
| 1    | Derek Redmond   | Wielka Brytania          | 44,50 | Q,    |
| 2    | Gabriel Tiacoh  | Wybrzeże Kości Słoniowej | 44,69 | Q     |
| 3    | David Kitur     | Kenia                    | 44,73 | Q     |
| 4    | Butch Reynolds  | Stany Zjednoczone        | 44,94 | Q     |
| 5    | Jens Carlowitz  | NRD                      | 44,97 |       |
| 6    | Bert Cameron    | Jamajka                  | 45,19 |       |
| 7    | Moses Ugbisie   | Nigeria                  | 45,72 |       |
| 8    | Darren Clark    | Australia                | 45,93 |       |

### Finał
| Poz. | Imię i nazwisko   | Narodowość               | Wynik | Uwagi |
| ---- | ----------------- | ------------------------ | ----- | ----- |
| 1    | Thomas Schönlebe  | NRD                      | 44,33 | [ 1 ] |
| 2    | Innocent Egbunike | Nigeria                  | 44,56 |       |
| 3    | Butch Reynolds    | Stany Zjednoczone        | 44,80 |       |
| 4    | Roberto Hernández | Kuba                     | 44,91 |       |
| 5    | Derek Redmond     | Wielka Brytania          | 45,06 |       |
| 6    | David Kitur       | Kenia                    | 45,34 |       |
| 7    | Gabriel Tiacoh    | Wybrzeże Kości Słoniowej | 46,27 |       |
| 8    | Roddie Haley      | Stany Zjednoczone        | 46,77 |       |